# Jacek Izydorczyk
Jacek Jerzy Izydorczyk (sinh năm 1972 tại Tomaszów Mazowiecki) là giáo sư pháp luật Ba Lan, giảng dạy tại Đại học Łódź và hành nghề luật sư. Ông là Đại sứ Ba Lan tại Nhật Bản từ năm 2017 đến năm 2019.

## Cuộc đời và sự nghiệp
Jacek Izydorczyk tốt nghiệp Khoa Luật tại Đại học Lódź năm 1996. Năm 1997, ông làm giảng viên đại học. Ông đã bảo vệ luận án Tiến sĩ của mình về tố tụng hình sự năm 2000. Ông học tại Đại học Kyushu (2005–2007). Năm 2011, ông nhận bằng Habilitation chuyên ngành luật (một loại bằng cấp chứng minh người đó đủ năng lực, tư cách để hướng dẫn và làm nghiên cứu). Cùng năm đó ông làm Giáo sư Luật. Năm 2013 ông là Trưởng phòng Tố tụng Hình sự Đặc biệt.
Ông chuyên về luật hình sự, thủ tục hình sự quốc tế, tội phạm học, luật học so sánh pháp luật quốc tế. Ông có hơn 100 công bố khoa học, bao gồm cả bằng tiếng Anh.
Vào ngày 9 tháng 2 năm 2017, ông được bổ nhiệm làm đại sứ Ba Lan tại Nhật Bản. Vào ngày 24 tháng 5 năm 2017, ông đã trình thư tín nhiệm lên Nhật hoàng Akihito. Ông kết thúc nhiệm kỳ của mình vào ngày 31 tháng 7 năm 2019.
Ngoài tiếng Ba Lan, Izydorczyk còn nói được tiếng Anh, tiếng Nga và biết chút tiếng Nhật. Ông kết hôn và có một con trai. Ông tập kiếm đạo (kendo). Thời trẻ, ông là vận động viên bơi lội chuyên nghiệp, thành viên trong đội hình bơi lội Ba Lan.

## Các tác phẩm
- Stosowanie tymczasowego aresztowania w polskim postępowaniu karnym, Kraków: Zakamycze, 2002.
  - Tạm dịch: Vụ việc giam giữ đang chờ xét xử trong thủ tục tố tụng hình sự Ba Lan
- Tòa án hình sự quốc tế = Międzynarodowy Trybunał Karny: powstanie, tổ chức, jurysdykcja, akty prawne, Kraków: Zakamycze, 2004.
  - Tạm dịch: Tòa án hình sự quốc tế: lịch sử, cấu trúc, quyền tài phán, cơ sở pháp lý
- Hanzai znaczy przestępstwo: ściganie przestępstw pospolitych oraz tội phạm cổ cồn trắng w Japonii, Warszawa: Wolters Kluwer Polska, 2008.
  - Tạm dịch: Hanzai - nó có nghĩa là tội ác. Truy tố tội phạm và tội phạm cổ cồn trắng ở Nhật Bản
- Granice orzekania sądu odwoławczego w polskiej procedureurze karnej, Łódź: Wydawnictwo Uniwersytetu Łódzkiego, 2010.
  - Tạm dịch: Ranh giới thẩm quyền của tòa phúc thẩm trong tố tụng hình sự Ba Lan
- Tomasz Grzegorczyk, Jacek Izydorczyk, Radosław Olszewski (đỏ. ), Z problematyki funkcji procesu karnego, Warszawa: Wolters Kluwer Polska, 2013.
  - Tạm dịch: Những vấn đề của Tố tụng hình sự